# Saint-Jean-de-Cuculles
Pour les articles homonymes, voir Saint-Jean.
Saint-Jean-de-Cuculles [sɛ̃ ʒɑ̃ də kykylə], en occitan Sant Joan de Cuculas ['sant 'd͡ʒuan de ky'kylo̞s], est une commune française située dans le nord-est du département de l'Hérault, en région Occitanie.
Exposée à un climat méditerranéen, elle est drainée par le Lirou, le ruisseau de la Croix, le ruisseau de Yorgues. La commune possède un patrimoine naturel remarquable : deux sites Natura 2000 (le « pic Saint-Loup » et les « hautes garrigues du Montpelliérais ») et quatre zones naturelles d'intérêt écologique, faunistique et floristique.
Saint-Jean-de-Cuculles est une commune rurale qui compte 532 habitants en 2022, après avoir connu une forte hausse de la population depuis 1968. Elle fait partie de l'aire d'attraction de Montpellier. Ses habitants sont appelés les Cucullois et Cuculloises.

## Géographie

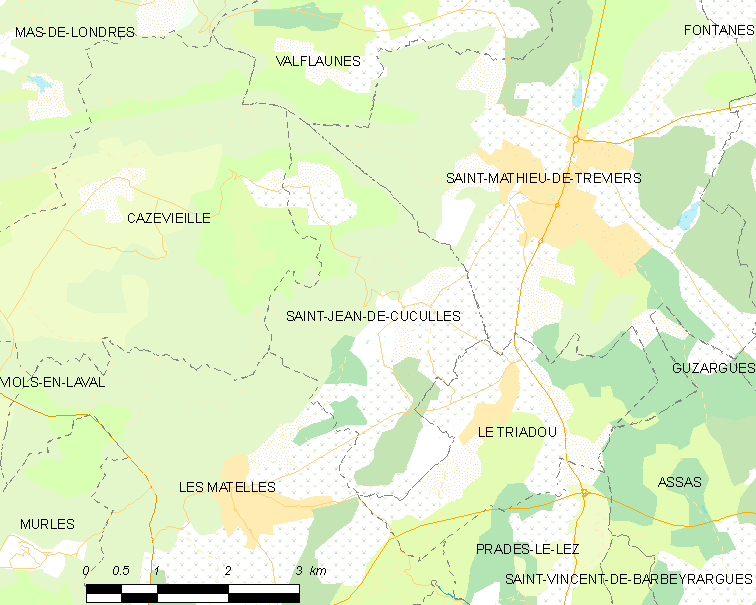
Carte

Saint-Jean-de-Cuculles se situe à environ 15 km à vol d'oiseau au nord du centre de Montpellier, environ 18 km par les routes départementales reliant Montpellier à Saint-Mathieu-de-Tréviers, limitrophe de Saint-Jean au nord-est.
Le territoire communal s'étend sur le versant sud du massif du pic Saint-Loup. Le village est construit en forte pente.

### Climat
Pour des articles plus généraux, voir Climat de l'Occitanie et Climat de l'Hérault.
En 2010, le climat de la commune est de type climat méditerranéen franc, selon une étude s'appuyant sur une série de données couvrant la période 1971-2000. En 2020, Météo-France publie une typologie des climats de la France métropolitaine dans laquelle la commune est exposée à un climat méditerranéen et est dans la région climatique  Provence, Languedoc-Roussillon, caractérisée par une pluviométrie faible en été, un très bon ensoleillement (2 600 h/an), un été chaud (21,5 °C), un air très sec en été, sec en toutes saisons, des vents forts (fréquence de 40 à 50 % de vents > 5 m/s) et peu de brouillards.
Pour la période 1971-2000, la température annuelle moyenne est de 14,3 °C, avec une amplitude thermique annuelle de 16,5 °C. Le cumul annuel moyen de précipitations est de 897 mm, avec 6,6 jours de précipitations en janvier et 3,1 jours en juillet. Pour la période 1991-2020, la température moyenne annuelle observée sur la station météorologique la plus proche, située sur la commune de Prades-le-Lez à 7 km à vol d'oiseau, est de 14,6 °C et le cumul annuel moyen de précipitations est de 869,7 mm,. Pour l'avenir, les paramètres climatiques de la commune estimés pour 2050 selon différents scénarios d'émission de gaz à effet de serre sont consultables sur un site dédié publié par Météo-France en novembre 2022.

### Milieux naturels et biodiversité

#### Réseau Natura 2000

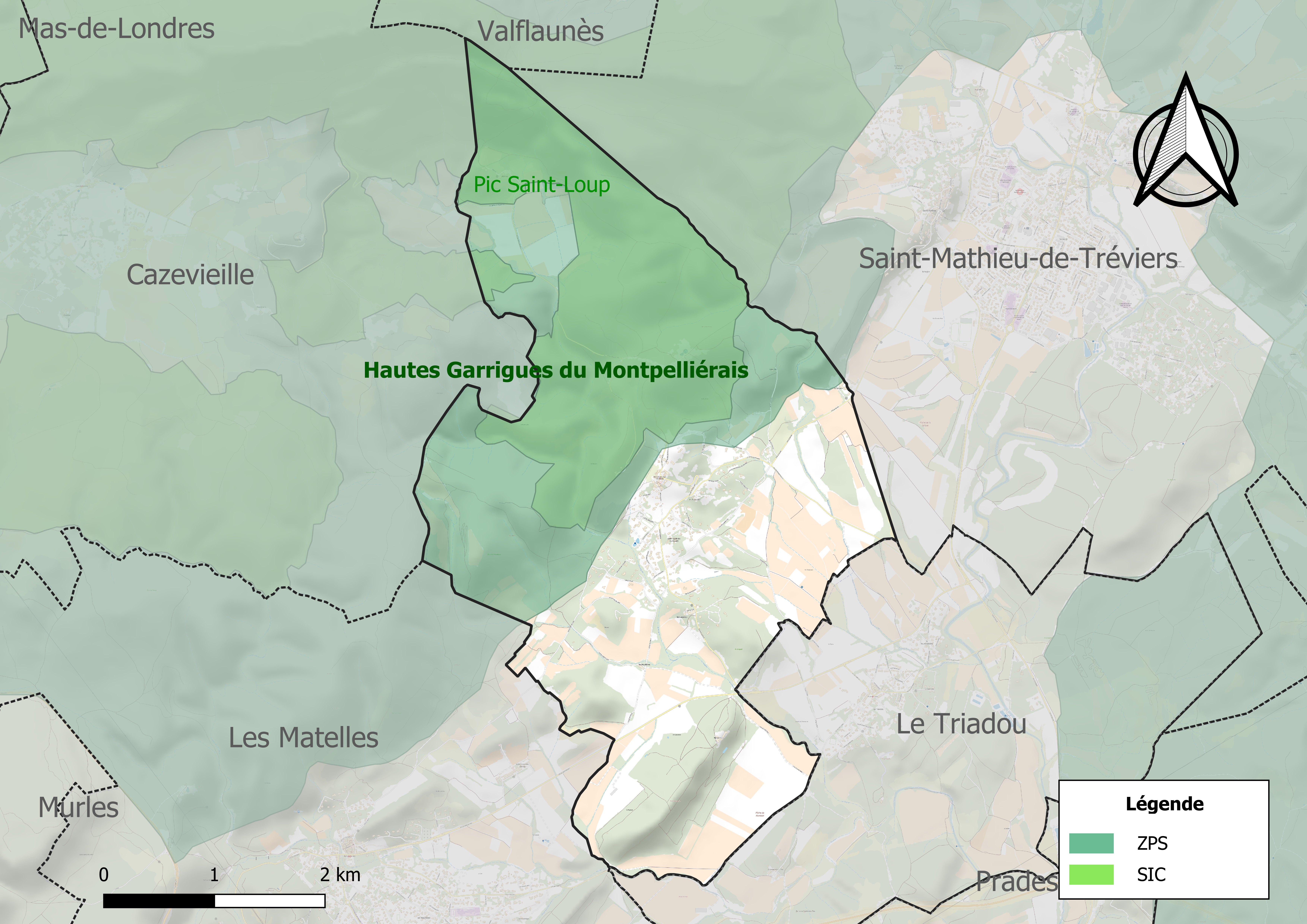
Site Natura 2000 sur le territoire communal.

Le réseau Natura 2000 est un réseau écologique européen de sites naturels d'intérêt écologique élaboré à partir des directives habitats et oiseaux, constitué de zones spéciales de conservation (ZSC) et de zones de protection spéciale (ZPS).
Un site Natura 2000 a été défini sur la commune au titre de la directive habitats :
- le « pic Saint-Loup », d'une superficie de 4 430 ha, comprenant de grandes étendues de pelouses et de matorrals à genévrier oxycèdre, en particulier, caractéristiques d'une pratique séculaire du pastoralisme. Les falaises du Pic-Saint-Loup et de l'Hortus recèlent trois espèces végétales endémiques (Erodium foetidum, Saxifraga cebennensis, Hieracium stelligerum)[11]

et un au titre de la directive oiseaux : 
- les « hautes garrigues du Montpelliérais », d'une superficie de 45 444 ha, abritant trois couples d'Aigles de Bonelli, soit 30 % des effectifs régionaux[12].

#### Zones naturelles d'intérêt écologique, faunistique et floristique
L’inventaire des zones naturelles d'intérêt écologique, faunistique et floristique (ZNIEFF) a pour objectif de réaliser une couverture des zones les plus intéressantes sur le plan écologique, essentiellement dans la perspective d’améliorer la connaissance du patrimoine naturel national et de fournir aux différents décideurs un outil d’aide à la prise en compte de l’environnement dans l’aménagement du territoire.
Une ZNIEFF de type 1 est recensée sur la commune :
le « pic Saint-Loup » (818 ha), couvrant 5 communes du département et trois ZNIEFF de type 2, : 
- les « garrigues boisées du nord-ouest du Montpelliérais » (16 219 ha), couvrant 17 communes du département[15] ;
- les « Pic-Saint-Loup et Hortus » (11 816 ha), couvrant 14 communes dont une dans le Gard et 13 dans l'Hérault[16] ;
- la « plaine agricole de la Salade » (273 ha), couvrant 3 communes du département[17].

Carte des ZNIEFF de type 1 et 2 à Saint-Jean-de-Cuculles.
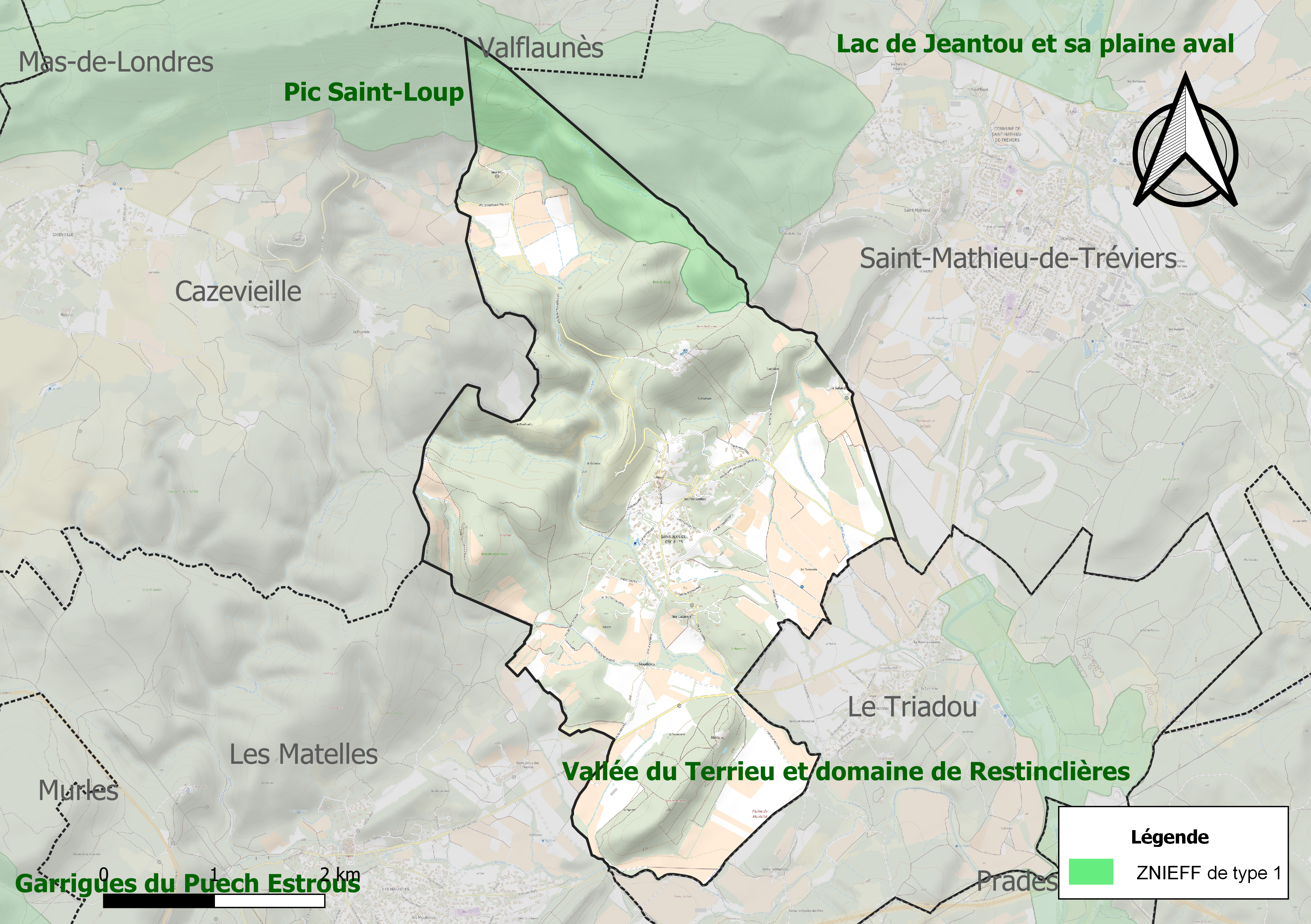
Carte de la ZNIEFF de type 1 sur la commune.
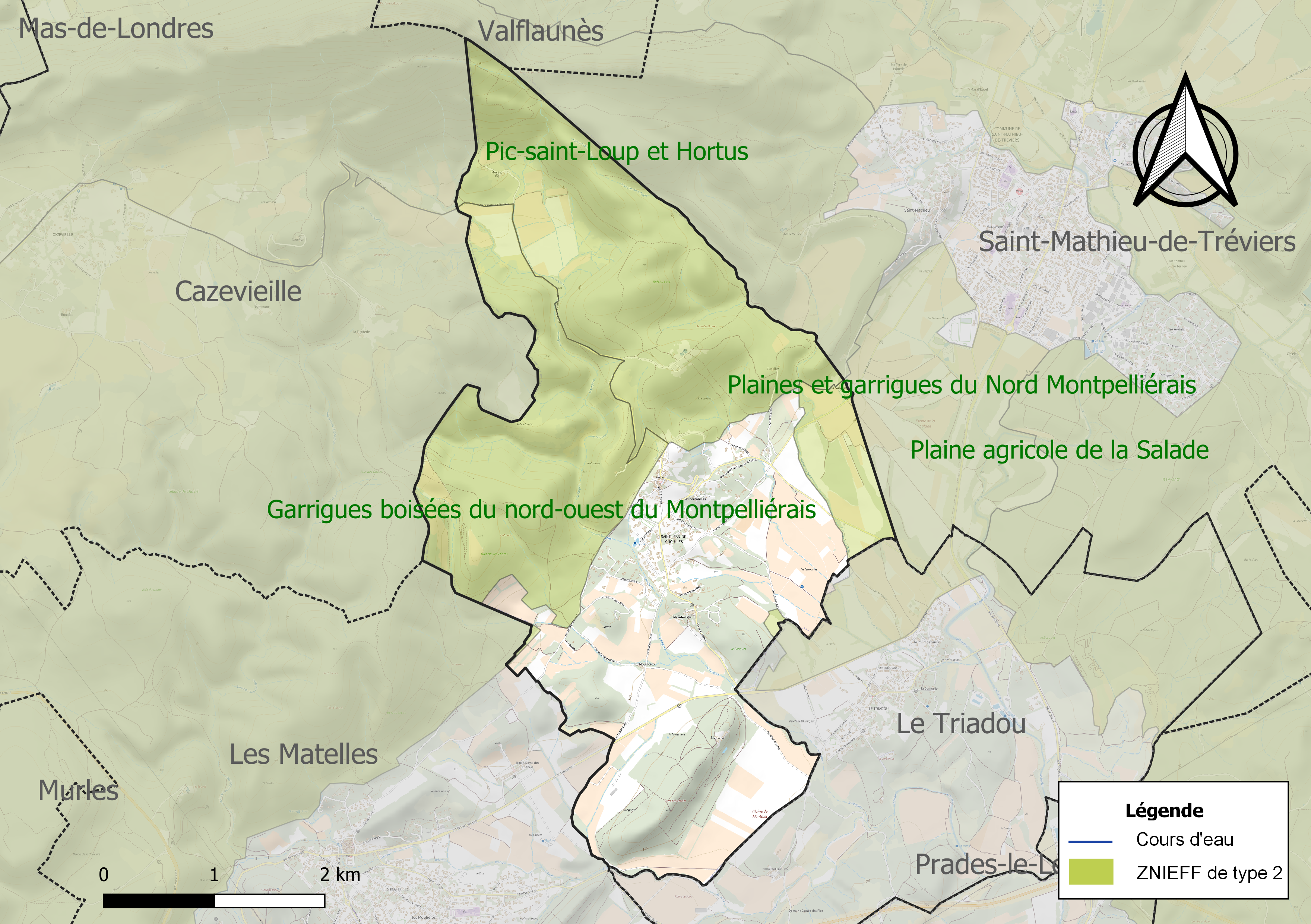
Carte des ZNIEFF de type 2 sur la commune.

## Urbanisme

### Typologie
Au 1er janvier 2024, Saint-Jean-de-Cuculles est catégorisée commune rurale à habitat dispersé, selon la nouvelle grille communale de densité à sept niveaux définie par l'Insee en 2022.
Elle est située hors unité urbaine. Par ailleurs la commune fait partie de l'aire d'attraction de Montpellier, dont elle est une commune de la couronne,. Cette aire, qui regroupe 161 communes, est catégorisée dans les aires de 700 000 habitants ou plus (hors Paris),.

### Occupation des sols
L'occupation des sols de la commune, telle qu'elle ressort de la base de données européenne d’occupation biophysique des sols Corine Land Cover (CLC), est marquée par l'importance des forêts et milieux semi-naturels (55,5 % en 2018), en diminution par rapport à 1990 (56,4 %). La répartition détaillée en 2018 est la suivante : 
milieux à végétation arbustive et/ou herbacée (33,9 %), cultures permanentes (29,2 %), forêts (21,6 %), zones agricoles hétérogènes (8 %), zones urbanisées (7,3 %). L'évolution de l’occupation des sols de la commune et de ses infrastructures peut être observée sur les différentes représentations cartographiques du territoire : la carte de Cassini (XVIIIe siècle), la carte d'état-major (1820-1866) et les cartes ou photos aériennes de l'IGN pour la période actuelle (1950 à aujourd'hui).

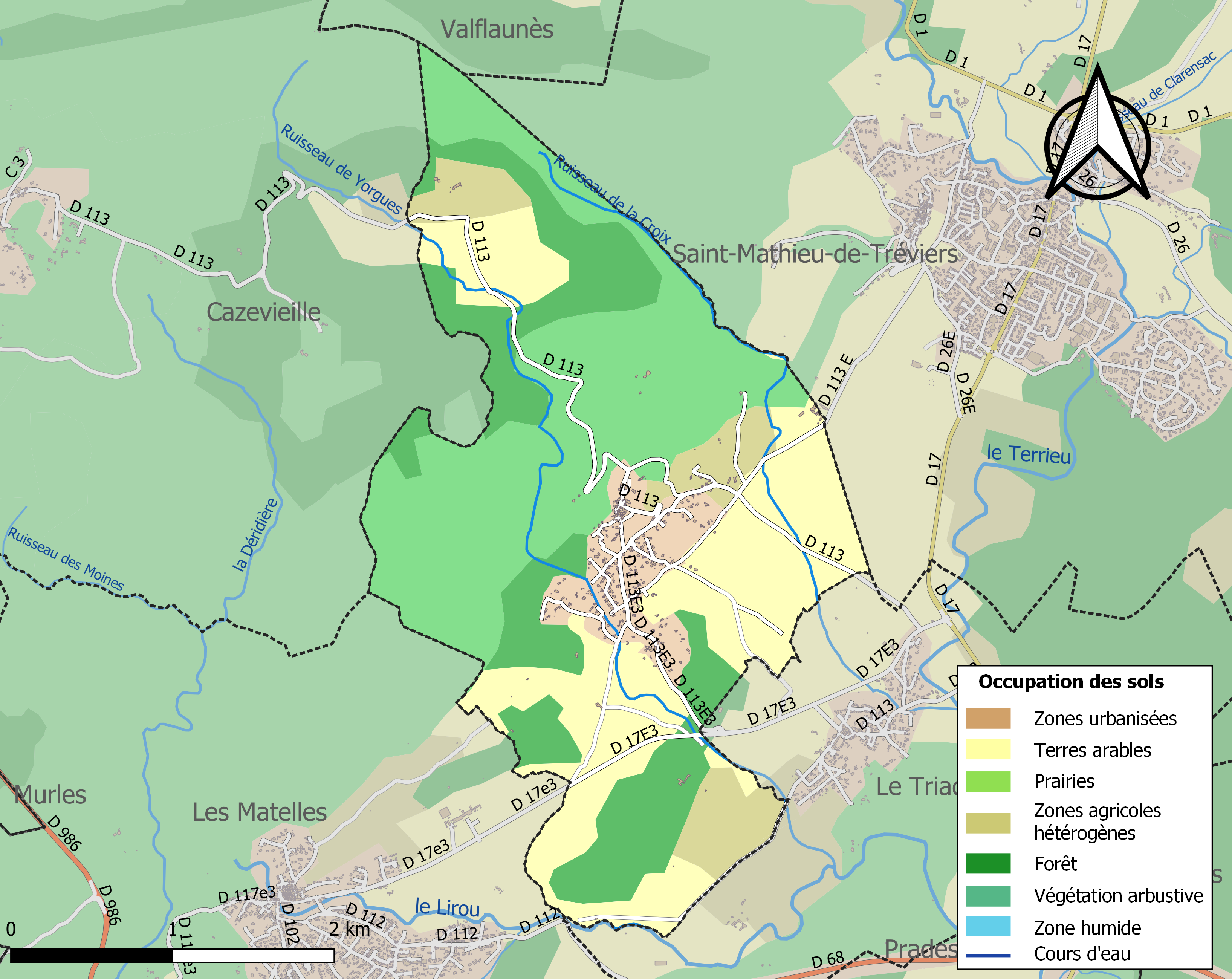
Carte des infrastructures et de l'occupation des sols de la commune en 2018 (CLC).

### Risques majeurs
Le territoire de la commune de Saint-Jean-de-Cuculles est vulnérable à différents aléas naturels : météorologiques (tempête, orage, neige, grand froid, canicule ou sécheresse), inondations, feux de forêts et séisme (sismicité faible). Il est également exposé à un risque technologique,  le transport de matières dangereuses. Un site publié par le BRGM permet d'évaluer simplement et rapidement les risques d'un bien localisé soit par son adresse soit par le numéro de sa parcelle.

#### Risques naturels
Certaines parties du territoire communal sont susceptibles d’être affectées par le risque d’inondation par débordement de cours d'eau, notamment le Lirou. La commune a été reconnue en état de catastrophe naturelle au titre des dommages causés par les inondations et coulées de boue survenues en 1982, 1984, 1994 et 2005,.
Saint-Jean-de-Cuculles est exposée au risque de feu de forêt. Un plan départemental de protection des forêts contre les incendies (PDPFCI) a été approuvé en juin 2013 et court jusqu'en 2022, où il doit être renouvelé. Les mesures individuelles de prévention contre les incendies sont précisées par deux arrêtés préfectoraux et s’appliquent dans les zones exposées aux incendies de forêt et à moins de 200 mètres de celles-ci. L’arrêté du 25 avril 2002 réglemente l'emploi du feu en interdisant notamment d’apporter du feu, de fumer et de jeter des mégots de cigarette dans les espaces sensibles et sur les voies qui les traversent sous peine de sanctions. L'arrêté du 11 mars 2013 rend le débroussaillement obligatoire, incombant au propriétaire ou ayant droit,.

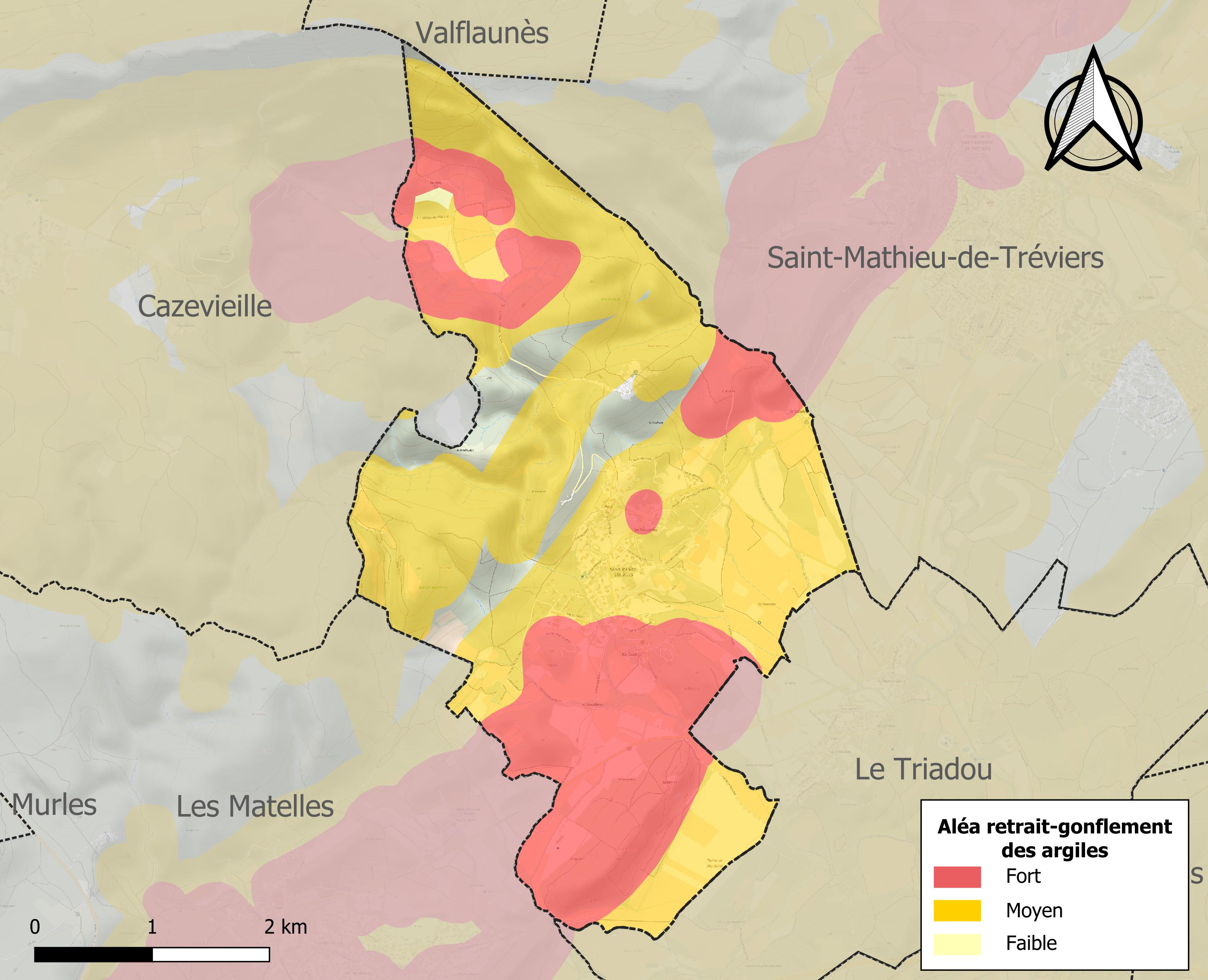
Carte des zones d'aléa retrait-gonflement des sols argileux de Saint-Jean-de-Cuculles.

Le retrait-gonflement des sols argileux est susceptible d'engendrer des dommages importants aux bâtiments en cas d’alternance de périodes de sécheresse et de pluie. 91 % de la superficie communale est en aléa moyen ou fort (59,3 % au niveau départemental et 48,5 % au niveau national). Sur les 195 bâtiments dénombrés sur la commune en 2019, 193 sont en aléa moyen ou fort, soit 99 %, à comparer aux 85 % au niveau départemental et 54 % au niveau national. Une cartographie de l'exposition du territoire national au retrait gonflement des sols argileux est disponible sur le site du BRGM,.
Par ailleurs, afin de mieux appréhender le risque d’affaissement de terrain, l'inventaire national des cavités souterraines permet de localiser celles situées sur la commune.

#### Risques technologiques
Le risque de transport de matières dangereuses sur la commune est lié à sa traversée par des infrastructures routières ou ferroviaires importantes ou la présence d'une canalisation de transport d'hydrocarbures. Un accident se produisant sur de telles infrastructures est susceptible d’avoir des effets graves sur les biens, les personnes ou l'environnement, selon la nature du matériau transporté. Des dispositions d’urbanisme peuvent être préconisées en conséquence.

## Histoire
La naissance du village remonte au Xe siècle, aux alentours de l’an 962, avec l’édification de son église dédiée à saint Jean-Baptiste, située dans son centre.
Avec la guerre de Cent Ans qui éclate en 1340, l’insécurité règne. Saint-Jean-de-Cuculles se fortifie comme en témoignent les vieilles murailles qui le cernent, vestiges des anciens remparts. L’ancien village, proprement dit, était ceinturé de remparts, 3 portes en fermaient les issues, la principale située à l’est; il s'agissait, semble-t-il, d'un monastère. À côté de l’église était son cimetière, le village de Saint-Jean dépendait du château de Montferrand, lequel dépendait de l’évêché de Maguelone.
Sous l'Ancien Régime, la communauté de Saint-Jean-de-Cuculles est aussi dénommée Saint-Jean-de-Cocales.
Au XIXe siècle, la paroisse construit à l’extérieur de l’église un baptistère (appelé tambour) qui n’existe plus de nos jours, il a été démoli en 1987.
En 1888, la petite cloche de l'horloge sonnant les heures fut placée.
En 1900, la place n'existait pas en l'état actuel, un rail de roue de charrette (à l'époque les charrettes avaient les roues bardées de fer) longeait une maison et le reste n'était qu'un tas de rocher. Un hiver plusieurs hommes jeunes de l'époque décidèrent avec l'avis du maire de la niveler moyennant finances, somme qui fut débloquée de suite après que le maire eut convoqué son conseil municipal.
En 1906, la IIIe République laïque et anticléricale fait de l’église un bien de l’État.
La mairie actuelle a été construite et terminée dans les années 1910-1911. Le premier mariage y a été célébré le 2 décembre 1911.
Avant la guerre de 1914-1918, la Vierge de la Cabasse devait être placée sur la place du Plat, mais le quartier haut ne le voulait, alors le curé de l'époque trancha et décida de la placer sur la crête de la Cabasse, d'où son nom.
De 1929 à 1967, une dame assurait le tabac, la régie, la sonnerie de la cloche (matin, midi et soir), le montage de l'horloge, la cabine téléphonique (car avant, pas grand monde n'avait le téléphone) et un petit bistrot.
En 1989, l’intérieur de l’édifice sera entièrement restauré.

## Politique et administration
| Période | Période  | Identité            | Étiquette | Qualité          |
| ------- | -------- | ------------------- | --------- | ---------------- |
| ?       | 1793     | Pierre Tardieu      |           |                  |
| ?       | 1796     | Pierre Mascla       |           |                  |
| 1796    | 1797     | Jacques Mascla      |           |                  |
| 1798    | 1802     | Fulcrand Gregoire   |           |                  |
| 1803    | 1808     | Gabriel Vidal       |           |                  |
| 1809    | 1815     | Jean Gilodes        |           |                  |
| 1815    | 1816     | Pierre Roux         |           |                  |
| 1816    | 1829     | Gilodes             |           |                  |
| 1829    | 1836     | Arnaud              |           |                  |
| 1837    | 1841     | Gilodes             |           |                  |
| 1842    | 1844     | Auguste Cros        |           |                  |
| 1844    | 1848     | Antoine Vidal       |           |                  |
| 1848    | 1852     | Jean Gilodes        |           |                  |
| 1852    | 1865     | Thomas Serre        |           |                  |
| 1865    | 1871     | Guillaume Roux      |           |                  |
| 1872    | 1877     | Thomas Esteve       |           |                  |
| 1878    | 1883     | Louis Court         |           |                  |
| 1884    | 1887     | Thomas Serre        |           |                  |
| 1888    | 1912     | Louis Court         |           |                  |
| 1912    | 1919     | Marius Court        |           |                  |
| 1919    | 1929     | Marius Arnaud       |           |                  |
| 1929    | 1945     | Amédée Pradeilles   |           |                  |
| 1945    | 1977     | Pierre Esteve       |           |                  |
| 1977    | En cours | Jean-Pierre Rambier | DVD       | Agent Immobilier |

## Démographie
L'évolution du nombre d'habitants est connue à travers les recensements de la population effectués dans la commune depuis 1793. Pour les communes de moins de 10 000 habitants, une enquête de recensement portant sur toute la population est réalisée tous les cinq ans, les populations de référence des années intermédiaires étant quant à elles estimées par interpolation ou extrapolation. Pour la commune, le premier recensement exhaustif entrant dans le cadre du nouveau dispositif a été réalisé en 2004.

En 2022, la commune comptait 532 habitants, en évolution de +12 % par rapport à 2016 (Hérault : +7,49 %, France hors Mayotte : +2,11 %).
| 1793 | 1800 | 1806 | 1821 | 1831 | 1836 | 1841 | 1846 | 1851 |
| ---- | ---- | ---- | ---- | ---- | ---- | ---- | ---- | ---- |
| 178  | 127  | 146  | 172  | 202  | 186  | 176  | 182  | 187  |

| 1856 | 1861 | 1866 | 1872 | 1876 | 1881 | 1886 | 1891 | 1896 |
| ---- | ---- | ---- | ---- | ---- | ---- | ---- | ---- | ---- |
| 190  | 190  | 187  | 169  | 162  | 157  | 151  | 181  | 176  |

| 1901 | 1906 | 1911 | 1921 | 1926 | 1931 | 1936 | 1946 | 1954 |
| ---- | ---- | ---- | ---- | ---- | ---- | ---- | ---- | ---- |
| 161  | 161  | 163  | 143  | 146  | 143  | 98   | 114  | 129  |

| 1962 | 1968 | 1975 | 1982 | 1990 | 1999 | 2004 | 2006 | 2009 |
| ---- | ---- | ---- | ---- | ---- | ---- | ---- | ---- | ---- |
| 108  | 105  | 147  | 159  | 239  | 352  | 435  | 434  | 447  |

| 2014 | 2019 | 2022 | - | - | - | - | - | - |
| ---- | ---- | ---- | - | - | - | - | - | - |
| 482  | 500  | 532  | - | - | - | - | - | - |

## Économie

### Revenus
En 2018, la commune compte 192 ménages fiscaux, regroupant 519 personnes. La médiane du revenu disponible par unité de consommation est de 27 960 € (20 330 € dans le département).

### Emploi
|                | 2008   | 2013   | 2018  |
| -------------- | ------ | ------ | ----- |
| Commune        | 4,8 %  | 6,5 %  | 5,9 % |
| Département    | 10,1 % | 11,9 % | 12 %  |
| France entière | 8,3 %  | 10 %   | 10 %  |

En 2018, la population âgée de 15 à 64 ans s'élève à 317 personnes, parmi lesquelles on compte 74,2 % d'actifs (68,3 % ayant un emploi et 5,9 % de chômeurs) et 25,8 % d'inactifs,. Depuis 2008, le taux de chômage communal (au sens du recensement) des 15-64 ans est inférieur à celui de la France et du département.
La commune fait partie de la couronne de l'aire d'attraction de Montpellier, du fait qu'au moins 15 % des actifs travaillent dans le pôle,. Elle compte 30 emplois en 2018, contre 47 en 2013 et 38 en 2008. Le nombre d'actifs ayant un emploi résidant dans la commune est de 224, soit un indicateur de concentration d'emploi de 13,2 % et un taux d'activité parmi les 15 ans ou plus de 60,4 %.
Sur ces 224 actifs de 15 ans ou plus ayant un emploi, 23 travaillent dans la commune, soit 10 % des habitants. Pour se rendre au travail, 89,5 % des habitants utilisent un véhicule personnel ou de fonction à quatre roues, 1,8 % les transports en commun, 4,4 % s'y rendent en deux-roues, à vélo ou à pied et 4,4 % n'ont pas besoin de transport (travail au domicile).

### Activités hors agriculture

#### Secteurs d'activités
52 établissements sont implantés  à Saint-Jean-de-Cuculles au 31 décembre 2019. Le tableau ci-dessous en détaille le nombre par secteur d'activité et compare les ratios avec ceux du département,.
| Secteur d'activité                                                                                        | Commune | Commune | Département |
| Secteur d'activité                                                                                        | Nombre  | %       | %           |
| --- | ------- | ------- | ----------- |
| Ensemble                                                                                                  | 52      | 100 %   | (100 %)     |
| Industrie manufacturière, industries extractives et autres                                                | 1       | 1,9 %   | (6,7 %)     |
| Construction                                                                                              | 9       | 17,3 %  | (14,1 %)    |
| Commerce de gros et de détail, transports, hébergement et restauration                                    | 10      | 19,2 %  | (28 %)      |
| Information et communication                                                                              | 5       | 9,6 %   | (3,3 %)     |
| Activités financières et d'assurance                                                                      | 1       | 1,9 %   | (3,2 %)     |
| Activités immobilières                                                                                    | 6       | 11,5 %  | (5,3 %)     |
| Activités spécialisées, scientifiques et techniques et activités de services administratifs et de soutien | 8       | 15,4 %  | (17,1 %)    |
| Administration publique, enseignement, santé humaine et action sociale                                    | 9       | 17,3 %  | (14,2 %)    |
| Autres activités de services                                                                              | 3       | 5,8 %   | (8,1 %)     |

Le secteur du commerce de gros et de détail, des transports, de l'hébergement et de la restauration est prépondérant sur la commune puisqu'il représente 19,2 % du nombre total d'établissements de la commune (10 sur les 52 entreprises implantées  à Saint-Jean-de-Cuculles), contre 28 % au niveau départemental.

#### Entreprises et commerces
Les quatre entreprises ayant leur siège social sur le territoire communal qui génèrent le plus de chiffre d'affaires en 2020 sont : 
- Domaine De Morties, culture de la vigne (374 k€) ;
- Bakker Fashion, commerce de gros (commerce interentreprises) de textiles (116 k€) ;
- EURL Dlsi, vente à distance sur catalogue spécialisé (92 k€) ;
- Mousties Invest, activités des sièges sociaux (70 k€).

### Agriculture
Le nombre d'exploitations agricoles en activité et ayant leur siège dans la commune est de 14 lors du recensement agricole de 2020 et la surface agricole utilisée de 159 ha,.

## Culture locale et patrimoine

### Lieux et monuments

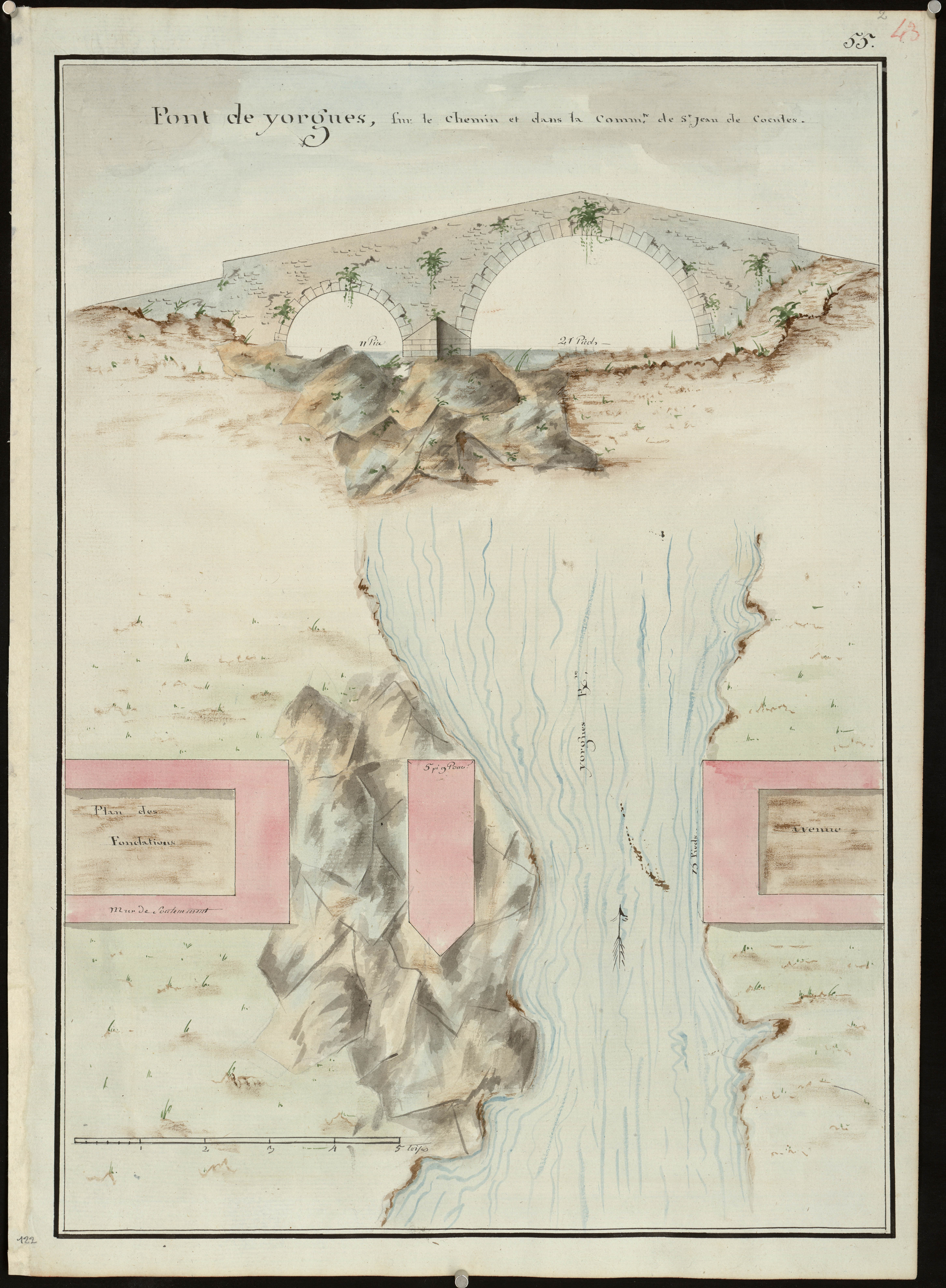
Plan du pont sur le Vorgues, 1781-1790

À Saint-Jean-de-Cuculles, deux édifices majeurs sont encore en élévation.
- L'église de la Nativité-de-Saint-Jean-Baptiste, qui est datée du XIIe siècle, située dans le centre du village. Cet édifice, propriété de la commune, est inscrite monument historique depuis 1925 par arrêté du 21 décembre 1925[32].
- Un pont roman avec deux piles est visible à la sortie de Saint-Jean-de-Cuculles, ce dernier est relativement bien conservé, mais non classé monument historique à ce jour.

### Personnalités liées à la commune
- Fulgence Ouedraogo, troisième ligne aile du Montpellier Hérault rugby et de l'équipe de France de rugby à XV[33].

### Héraldique
| Blason de Saint-Jean-de-Cuculles | Blason  | D'azur à Saint Jean Baptiste d'or.               |
| Blason de Saint-Jean-de-Cuculles | Détails | Le statut officiel du blason reste à déterminer. |

### Fonds d'archives
- Fonds : Archives communales de Saint-Jean-de-Cuculles (1653-1834) [0,15 ml].  Cote : 266 EDT. Montpellier : Archives départementales de l'Hérault (présentation en ligne).